# Ambina dorsalis
Ambina dorsalis är en fjärilsart som beskrevs av Sergius G. Kiriakoff 1960. Ambina dorsalis ingår i släktet Ambina och familjen tandspinnare. Inga underarter finns listade i Catalogue of Life.